# Backlund (månekrater)
Backlund er et nedslidt nedslagskrater på Månen. Det befinder sig på Månens bagside bag dens østre rand, og det er opkaldt efter den svensk-russiske astronom Oskar Backlund (1846-1916).
Navnet blev officielt tildelt af den Internationale Astronomiske Union (IAU) i 1970. 

## Omgivelser
Backlundkrateret ligger ind over den sydlige rand af den bjergomkransede slette, som hedder Pasteur, vest for Hilbertkrateret. Længere mod vest-sydvest ligger Sklodowskakrateret. 

## Karakteristika
De nordlige og sydlige ender af Backlundkrateret er mere nedslidt og eroderede end de mellemliggende strækninger. Kraterbunden er forholdsvis flad, dog med mærker af mange småkratere, som det er almindeligt på Månen.

## Satellitkratere
De kratere, som kaldes satellitter, er små kratere beliggende i eller nær hovedkrateret. Deres dannelse er sædvanligvis sket uafhængigt af dette, men de får samme navn som hovedkrateret med tilføjelse af et stort bogstav. På kort over Månen er det en konvention at identificere dem ved at placere dette bogstav på den side af satellitkraterets midte, som ligger nærmest hovedkrateret. Backlundkrateret har følgende satellitkratere:
| Backlund | Længde  | Bredde   | Diameter |
| -------- | ------- | -------- | -------- |
| E        | 15,5° S | 105,3° Ø | 15 km    |
| L        | 18,2° S | 103,5° Ø | 56 km    |
| N        | 17,8° S | 102,8° Ø | 18 km    |
| P        | 18,9° S | 102,0° Ø | 27 km    |
| R        | 16,8° S | 101,5° Ø | 23 km    |
| S        | 16,8° S | 100,6° Ø | 21 km    |

## Måneatlas
- Billeder af Backlundkrateret i LPI-måneatlasset